# Бељијано (Горица)
Бељијано је насеље у Италији у округу Горица, региону Фурланија-Јулијска крајина.
Према процени из 2011. у насељу је живело 1019 становника. Насеље се налази на надморској висини од 8 м.